# Élections générales britanniques de 1924 en Écosse
 (décembre 2021).
Si vous disposez d'ouvrages ou d'articles de référence ou si vous connaissez des sites web de qualité traitant du thème abordé ici, merci de compléter l'article en donnant les références utiles à sa vérifiabilité et en les liant à la section « Notes et références ».
Les élections générales britanniques de 1924 se sont déroulées le 29 octobre. L'Écosse envoie 71 membres à la Chambre des communes.

## Résultats
| Partis               | Partis             | Voix      | %     | Sièges | +/-           |
| -------------------- | ------------------ | --------- | ----- | ------ | ------------- |
|                      | Parti travailliste | 697 146   | 40,60 | 26     | 8             |
|                      | Parti unioniste    | 688 299   | 40,08 | 36     | 22            |
|                      | Parti libéral      | 286 540   | 16,69 | 8      | 14            |
|                      | Parti communiste   | 15 930    | 0,93  | 0      | en stagnation |
|                      | Divers             | 29 193    | 1,70  | 1      | en stagnation |
|                      |                    |           |       |        |               |
| Inscrits             | Inscrits           |           |       | 71     | en stagnation |
| Votants              |                    |           |       |        |               |
| Abstention           |                    |           |       |        |               |
| Votes blancs et nuls |                    |           |       |        |               |
| Votes exprimés       | Votes exprimés     | 1 717 108 |       |        |               |